# Papuaea reticulata
Papuaea reticulata är en orkidéart som beskrevs av Rudolf Schlechter. Papuaea reticulata ingår i släktet Papuaea och familjen orkidéer. Inga underarter finns listade i Catalogue of Life.